# 黄调佑
黄调佑，安徽合肥人，清朝政治人物。
鄉試中舉。同治元年（1862年）至同治二年（1863年），擔任利川知县。